# Gain-Gletscher
Der Gain-Gletscher ist ein großer Gletscher an der Black-Küste des Palmerlands im Süden der Antarktischen Halbinsel. Er fließt in nordöstlicher Richtung vom Gebirgskamm Cat Ridge zum südlichen Ausläufer des Larsen-Schelfeises, den er zwischen der Imshaug-Halbinsel und der Morency-Insel erreicht. 
Kartiert wurde das Gebiet durch Vermessungsarbeiten des United States Geological Survey im Jahr 1974. Das Advisory Committee on Antarctic Names benannte den Gletscher 1976 nach dem französischen Naturforscher Louis Gain (1883–1963), Teilnehmer der Fünften Französischen Antarktisexpedition (1908–1910) unter der Leitung von Jean-Baptiste Charcot.